# Ruta 710 (Costa Rica)
La Ruta 710, oficialmente Ruta Nacional Terciaria 710, es una ruta nacional de Costa Rica ubicada en la provincia de Alajuela.

## Descripción
En la provincia de Alajuela, la ruta atraviesa el cantón de Naranjo (los distritos de Cirrí Sur, San Jerónimo), el cantón de Sarchí (los distritos de Sarchí Norte, Rodríguez).